# Municipio de Union (condado de Dickinson)
El municipio de Union (en inglés: Union Township) es un municipio ubicado en el condado de Dickinson en el estado estadounidense de Kansas. En el año 2010 tenía una población de 170 habitantes y una densidad poblacional de 1,82 personas por km².

## Geografía
El municipio de Union se encuentra ubicado en las coordenadas 38°44′25″N 96°58′54″O / 38.74028, -96.98167. Según la Oficina del Censo de los Estados Unidos, el municipio tiene una superficie total de 93.56 km², de la cual 93,22 km² corresponden a tierra firme y (0,36 %) 0,34 km² es agua.

## Demografía
Según el censo de 2010, había 170 personas residiendo en el municipio de Union. La densidad de población era de 1,82 hab./km². De los 170 habitantes, el municipio de Union estaba compuesto por el 98,24 % blancos y el 1,76 % eran de una mezcla de razas. Del total de la población el 0 % eran hispanos o latinos de cualquier raza.